# Federación Aragonesa de Actividades Subacuáticas
La Federación Aragonesa de Actividades Subacuáticas (FARAS) es una federación territorial que agrupa a los diversos clubes de actividades subacuáticas aragoneses y los representa en la Federación Española de Actividades Subacuáticas (FEDAS) y en el Consejo Superior de Deportes.

## Historia
A mitad del año 1971 se propuso al Delegado Provincial de Educación Física y Deporte en Aragón la constitución de una Federación o Delegación de la Federación Española de Actividades Subacuáticas (FEDAS) con sede en Zaragoza. Tras las gestiones oportunas, se nombró a D. Manuel de la Figuera y Aranda delegado en Zaragoza de la Federación Centro de Actividades Subacuáticas con sede en Madrid. Posteriormente se crea la Federación Zaragozana de Actividades Subacuáticas que más adelante pasaría a denominarse Federación Aragonesa de Actividades Subacuáticas (FARAS), denominación con la que es conocida desde entonces y hasta la actualidad.

## Especialidades deportivas más relevantes
La FARAS es un referente nacional en la especialidad de Natación con Aletas y Velocidad en Inmersión a través de los deportistas formados en el Club CADAS (Club Aragonés de Actividades Subacuáticas) desde el año 1982 en su escuela de Natación con Aletas.
Los y las deportistas de esta especialidad fueron los primeros nadadores españoles en conseguir a partir del año 2015 varias medallas internacionales.
La FARAS introduce la especialidad de la Apnea a partir del año 2017 consiguiendo resultados relevantes en las competiciones nacionales.
La FARAS ha sido la impulsora de la especialidad de buceo bajo hielo en toda España. La Escuela Aragonesa de Buceo Deportivo ha realizado el material docente para la impartición de esta especialidad de buceo de acuerdo a los estándares FEDAS, y ha organizado ininterrumpidamente desde 2002 Cursos y Seminarios Nacionales para la formación de instructores especialistas en buceo bajo hielo.

## Vocalías
La FARAS cuenta con las siguientes vocalías deportivas:
- Vocalía de Buceo deportivo, esta vocalía engloba los siguientes departamentos:

- Escuela Aragonesa de Buceo Deportivo (EABAD), se encarga de supervisar la acción formativa buceadores de los clubes adscritos a la FARAS, y de organizar y supervisar los cursos de formación de instructores de buceo.

- Buceo Científico y Medio Ambiente, La vocalía de Buceo Científico y Medio Ambiente de la FARAS proviene de la anterior vocalía de Biología en diciembre de 2004. Su objetivo es la difusión y promoción del buceo sostenible, la participación en actividades de defensa de los ecosistemas subacuáticos, y la participación en proyectos de investigación científica en los entornos subacuáticos aragoneses.

- Promoción Deportiva, su objetivo principal es dar a conocer y difundir el deporte subacuático entre la población, y los propios federados, así como participar en todas aquellas acciones que propicien un acercamiento a estas modalidades deportivas.

- Vocalía de Imagen Subacuática, organiza y supervisa las competiciones regionales de fotografía y video subacuático, y organiza seminarios de formación de estas especialidades de buceo.

- Vocalía de Natación con Aletas, organiza y supervisa las competiciones regionales de natación con aletas, y organiza seminarios de formación de esta especialidad de buceo.

- Vocalía de Orientación Subacuática, organiza y supervisa las competiciones regionales de la especialidad de orientación subacuática, y organiza seminarios de formación de esta especialidad de buceo.

- Vocalía de Buceo de competición, organiza y supervisa las competiciones regionales de esta especialidad, y organiza seminarios de formación de esta especialidad de buceo.

## Clubes integrados en la FARAS
- A. D. OCÉANO
- AGRUPACIÓN DEPORTIVA OSCA-SUB
- ARASUB
- AVENTURA SUBACUÁTICA
- CENTRO BUCEO BOMBEROS TERUEL
- CENTRO BUCEO BOMBEROS ZARAGOZA
- CENTRO INMERSIÓN ZARAGOZA
- CLUB ARAGONÉS DE ACTIVIDADES SUBACUÁTICAS (C.A.D.A.S.)
- CLUB BUCEO ATLANTES
- CLUB INDEPENDIENTE ARAGONÉS DE ACTIVIDADES SUBACUÁTICAS
- CLUB DE BUCEO NEPTUNO
- CLUB SUBMARINISTA LEVIATÁN
- INAGUA
- ZARAGOZA CLUB ODISEA -ZCO-
- ZUERASUB